# ممدوح عبدالرحیم
ممدوح عبدالرحیم (انگلیسی: Mamdouh Abdelrehim؛ زادهٔ ۵ اوت ۱۹۸۹) بازیکن والیبال اهل مصر است.